# Pepe Antártico

Web Pepe Antártico Cómic

Pepe Antártico es una historieta chilena creada por Percy. La tira cómica de Pepe Antártico se publicó durante 69 años en los diarios Las Noticias de Última Hora (1947-1952), La Tercera (1952-1991) y La Cuarta (1991-2016).
La popularidad de este personaje le ha permitido aparecer en revistas, diarios, en televisión (en el Jappening con ja, personificado por Patricio Torres), y una película con el cómico Chicho Azúa. Existe también una estatua de Pepe en el Parque del Cómic de San Miguel en San Miguel, Santiago de Chile.

## Trayectoria editorial
Fue publicado por primera vez el 27 de abril de 1947, en el diario Las Noticias de Última Hora, donde Eaglehurst se desempeñaba como caricaturista político y deportivo. Debido a las tensiones diplomáticas entre Chile y Argentina, el diario se vio imposibilitado de publicar las historietas del caricaturista argentino Divito, por lo que el editor le pidió a Percy crear un reemplazo. Según Eaglehurst, el nombre original que quiso ponerle fue «José Fresco», pero a raíz del viaje a la Antártida del presidente Gabriel González Videla en 1947 le cambió el apellido, sin embargo a su editor no gustó el nombre y lo «chilenizó» llamándolo «Pepe». 
A finales de la década de 1960 y hasta entrados los año 1970, Pepe Antártico tuvo una revista propia en la que el personaje protagonizaba aventuras cortas, chistes, relatos y diversas parodias, ilustrados por varios dibujantes. También se incluían recopilaciones de las tiras dibujadas por Percy e incluso algunas fotos de modelos semidesnudas, a los que se agregaban dibujos de Pepe Antártico simulando conversaciones con las modelos. La revista se caracterizaba por tener un contenido mucho más atrevido que las tiras diarias (humor más subido de tono, desnudos más detallados y comentarios políticos), además de incluir una versión alternativa de Pepe Antártico en el lejano Oeste, llamada "Aventuras en Kalzon City". A mediados de la década de 1980, se intentó continuar la publicación de la revista, pero la situación de entonces no lo permitió y tras publicar tres números, volvió a desaparecer.
Las historietas de Pepe se han traducido al alemán, finlandés, francés, inglés, italiano, portugués y rumano.
Tras la muerte de Percy en 2013, su hijo Alan Eaglehurst continuó con la creación y dibujos de las viñetas de Pepe Antártico. En 2016, tras más de 1000 viñetas creadas, Alan decidió acabar con la historia con un final abierto.

## Argumento
Pepe Antártico es un hombre pequeño, narigón, mantiene la moda de los años 1940s peinado con jopo y vestido con un traje a rayas con la característica de ser galán con las mujeres bellas, especialmente si están casadas. Sus técnicas de seducción son descaradas y siempre intenta embaucar a sus amigas, conocidos o superiores para obtener una cita, algo gratis o no tener que trabajar, por lo que todos lo llaman "fresco" (de ahí su nombre, Pepe "Antártico"). Pese a ser un hombre casi cuarentón, Pepe es extremadamente inmaduro, irresponsable y despreocupado, por lo que generalmente se le ve sufriendo apreturas económicas producto de sus farras y despilfarros o bien, tratando de embaucar a gente adinerada. También se le ve seduciendo mujeres horribles por interés o bien, seduciendo a las dueñas de la casa o pensión en la que vive, para no tener que pagar el alquiler. A pesar de sus defectos, Pepe goza de gran éxito entre las mujeres, producto de su virilidad y  mentiras, para envidia e ira de sus amigos o de algún marido engañado. Sin importar los problemas en que se meta, Pepe siempre busca —y encuentra— la manera de salir de ellos y además acabar disfrutando la compañía de una o más mujeres en su cama, lo que hace que los hombres le odien aún más.
Otra de las características principales del personaje es su capacidad para sacar provecho de casi cualquier situación: por ejemplo, tras sufrir un accidente y ser enviado al hospital, Pepe se alegra por tener cama, comida y la compañía de bellas enfermeras aseguradas por una temporada, o bien si Pepe huye por una ventana antes de que un marido engañado lo sorprenda con su mujer, no es extraño que Pepe descubra que la ventana de al lado pertenece al dormitorio de otra mujer aún más bella a quien consigue seducir y disfrutar por el resto de la noche.